# Influenza della lingua araba nello spagnolo
L'influenza araba nella lingua spagnola è stata significativa, specialmente a livello lessicale, a causa della prolungata presenza arabofona nella penisola iberica dall'anno 711 fino al 1613. Tra il 1609 e il 1613 ha avuto luogo l'espulsione dei moriscos, molti dei quali parlavano arabo. Mentre il 73% del vocabolario spagnolo viene attribuito al latino, il restante 27% si distribuisce tra altre lingue. In concreto, Rafael Lapesa afferma che più di 4000 parole del lessico spagnolo, includendo i toponimi, provengono dall'arabo.
L'influsso arabofono è stato più forte nella zona sud-est del territorio controllato dagli arabi, chiamato al-Andalus. La conquista araba-musulmana della penisola ebbe inizio con la creazione dell'Emirato di Cordova, seguito dal Califfato di Cordova e più tardi da vari regni di Taifa. L'arabo era la lingua dominante in questi territori e, contemporaneamente, era una lingua vicina per i regni cristiani settentrionali. 
Il risultato di questo, nella lingua spagnola odierna, sono molti toponimi, sostantivi e nomi propri. Bisogna distinguere tra le parole prese direttamente dell'arabo e quelle che si sono formate in seguito in spagnolo per derivazione. Così, per esempio, alcohol è una parola di origine araba, mentre, per essere precisi, alcohólico non lo è, anche se la sua radice è di origine araba. Prendendo questo in considerazione, i verbi di origine araba diretta sono molto scarsi, non ci sono nemmeno tanti aggettivi e avverbi e c'è una sola preposizione proveniente dell'arabo, hasta. Questo riflette il fatto che l'influenza —pur essendo stata ampia e molto importante— non è riuscita a variare la struttura romanza dello spagnolo.

## Introduzione
Tutte le lingue romanze della Penisola Iberica mostrano una certa influenza dell'arabo andaluso, lengua predominante nella regione musulmana della Penisola a partire dal secolo IX o X. In molte regioni, specialmente nel confine, hanno convissuto persone di lingue romanze e di lingua araba e allo stesso modo i regni musulmani e cristiani hanno avuto numerosi scambi commerciali e tecnologici tra loro. L'esistenza di persone bilingui e persone che transitavano tra una regione e l'altra ha prodotto situazioni sociolinguistiche per mutua influenza.
Quello che oggi conosciamo con il nome di castigliano, ha avuto la sua origine in Castiglia quando vi era un'elevata presenza araba nella Penisola Iberica. Questo ha provocato un'importante influenza nella lingua fin dai suoi inizi. 
Gli arabismi sono più abbondanti nei dialetti della zona meridionale, soprattutto nella toponomastica.
Gli arabismi si possono trovare in molti campi semantici dello spagnolo odierno, come per esempio quelli riguardanti i mestieri, l'agricoltura, l'acqua, gli alimenti e gli utensili

### Uso dell'arabo nei territori cristiani
La lingua spagnola odierna (formale e specificamente conosciuta come castigliano) è apparsa in primo luogo nel Regno di Castiglia, durante questo periodo storico di dominazione islamica su grande parte della Penisola Iberica. Il castigliano antico del Regno di Castiglia ebbe un impatto crescente nelle terre musulmane nelle quali la lingua castigliana non era mai stata parlata, mentre i mozarabi (cristiani parzialmente arabizzati che vivevano sotto il dominio musulmano) del territorio di al-Andalus tendevano a emigrare verso nord durante le epoche delle persecuzioni religiose, soprattutto come risultato della conquista degli Almoravidi nel secolo XII. 
Nonostante sia ancora oggi oggetto di discussione accademica il grado fino al quale l'arabo si infiltrò nel castigliano peninsulare, è comunemente accettato che l'arabo sia stato utilizzato tra le élite locali.
Tuttavia, si crede che solamente l'ultimo regno musulmano a rimanere nella penisola, il regno di Granada sotto la dinastia nasride, fu totalmente arabizzato dopo vari secoli di dominio musulmano.

## Influenza lessicale
Lo spagnolo ha, in molti casi, coppie linguistiche latine e arabe con lo stesso significato, o per riferirsi esattamente alla stessa cosa. Di seguito si citano alcuni esempi di questi, anteponendo il vocabolo di origine araba al suo equivalente di etimologia latina: aceituna e oliva, aceite e óleo, alacrán e escorpión, jaqueca e migraña, alcancía e hucha. 
Poiché il sud della Spagna è stato l'epicentro della dominazione musulmana, l'influenza del mozarabe e dell'arabo è evidentemente più sensibile nelle lingue e nei dialetti (o nelle forme dialettali) meridionali dello spagnolo peninsulare rispetto ai dialetti del nord.
Nel caso particolare della lingua catalana l'influenza dell'arabo è stata minore, a causa del blocco dell'avanzata musulmana nella battaglia di Poitiers nel 732 da parte di Carlo Martello e la posteriore formazione della Marca di Spagna. Nonostante ciò, è comunque presente un'abbondante toponomastica di origine araba nelle zone dell'antica Corona d'Aragona che sono state conquistate più tardi. 
Alcune parole sono state prese durante i secoli XIX e XX anche dalla variante di arabo parlata in Marocco, non soltanto per la vicinanza tra i due paesi, ma anche a causa del protettorato spagnolo nel territorio a nord dell'odierno Marocco, così come anche nella zona del Sahara Occidentale.

## Influenza morfosintattica

### Morfologia
L'articolo arabo al- è stato incluso nel vocabolario castigliano (come a- in parole che in arabo iniziano per lettere solari), passando a fare parte di molte parole, invece di permanere come costituente sintattico,  benché questo non incida sulla morfologia del castigliano, ma solamente sul lessico.
| prefisso a-  | aceite aceituna azafrán azúcar arrecife      |
| prefisso al- | Albacete Alcalá albaricoque almohada algodón |

Inoltre, è stato incorporato il suffisso -í ad alcuni aggettivi, usato soprattutto in gentilizi del mondo arabo o musulmano.
| suffisso -i | andalusí pakistaní iraní marroquí |

### Sintassi
Anche se non c'è consenso su questo, è possibile che la struttura sintattica del castigliano sia stata influenzata anche dalla lingua araba, o meglio da quella ebraica, lingue nelle quali generalmente nella frase viene posto prima il verbo e poi il soggetto. Secondo Rafael Lapesa, tanto in castigliano quanto in portoghese quest'ordine sintattico è più comune che in altre lingue romanze, anche se considera che non ci sono prove sufficienti del fatto che questo provenga dall'influenza semitica.

## Glossario di termini di origine araba
A: ababol, aceite, aceituna, aceña, acequia, acicate, adive, aduana, ajedrez, ajonjolí, alambor (riferito all'architettura o all'esercito), alazán, alambique, albahaca, albañal, albañil, albóndiga, albur, alcachofa, alcalde, alcancía, alcanfor, alcazaba, alcázar, alcohol, aldea, alfanje, alfarda, alfombra, alforja, algarabía (riferito a grida confuse), algarroba, algodón, alhaja, alheña, alhóndiga, alicate, aljaba, aljibe, almacabra, almacén, almadraba, almahala, almanaque, almazara, almez, almocadén, almocárabe, almohada, almohade, almojama, almoneda, almoraduj, almorávide, alquitrán, altabaca, argel, arrabal, arroz, atabal, atún, azahar, azafrán, azogue, azote, azúcar, azucena, azud.
B: babucha, badana, baden o badén, balda (riferito a cosa di poco valore e di nessun guadagno), balde (riferito a vano), baharí, baladí, barrio, batea, bellota, berenjena, bórax.
C: cabila, caire, calafate, cande, carmesí, cenefa, cenit o cénit.
D: dado (riferito al gioco d'azzardo), daga (riferito alla fila orizzontale di mattoni che si mettono al forno per essere cotti), diván, dante, dinar.
E: emir, escabeche, elche, engarzar, escaque.
F: faquir, farda (riferito al taglio che si fa su un pezzo di legno affinché incastri in un altro), fulano.
G: gálibo, galima, gandul (si riferisce a una persona sfaticata o a un appartenente a un'antica milizia dei mori di Africa e di Granada), granadí, guitarra.
H: hachís, halagar, Ḥalāl, hazaña, hasta, hiyab.
I: imán (in riferimento al mondo religioso), intifada, islam, imela.
J: jabalí, jarabe, jaima, jinete, jarra, joroba.
L: laúd, lima (riferito al frutto del cedro), limón (riferito al frutto del limone), laca, leila, latón (riferito all'unione di rame e zinco).
M: maravedí, meca, mazmorra, mezquino, mezquita, mozárabe, mudéjar, muyahidín.
N: nácara, nadir, noria, naranja, nazarí.
O: ojalá, omeya.
Q: quintal, quilate.
R: rehén, rabal, rasmia, roque (riferito alla torre degli scacchi o al carro a due ruote con lance o bastoni), rubia (riferito alla moneta), rincón.
S: sandía, serafín (riferito alla moneta), sufí, suní.
T: tabaco, tabaque (riferito a cesto o cestello di vimini), tabique, taza, tambor, talco, taifa, tarima, toronja, turco.
V: valí, visir.
W: wahabí.
Y: yihad.
Z: zanahoria, zenit o zénit, zafar, zafio, zafío.

### Terminologia bellica
- Abencerraje: nome dell'antenato di una famiglia granadina di origine araba: i Banu Sarraŷ بنو السراج. Nella serie televisiva Isabel possiamo vedere il ruolo che hanno avuto nell'epoca finale del Regno nasride nella Penisola.[5]
- Adalid
- Alcaide
- Alférez: proviene dell'arabo الفارس ("il cavaliere"), si riferisce a un grado inferiore dell'ufficiale militare in varie forze armate.[6]
- Almogávar: era il termine utilizzato per i gruppi armati di saraceni che si dedicavano ai saccheggi e agli attacchi a sorpresa in al-Andalus durante il secolo X. Proviene del termine arabo المغاور (a il-muġāwir) e significa "quelli che provocano scontri".
- Arsenal: ha la sua origine nella parola araba دار الصناعة (dār aṣṣinā‘ah) che significa "negozio", anche se nell'attualità riferisce a una deposito di armi, munizioni e altre attrezzature militari.
- Asesino: (حشاشين) trascritto come ḥaššāšīn, si utilizzava per riferirsi ai 'dipendenti dalla canapa indiana', anche se adesso si riferisce a una persona offensiva, ostile o dannosa che uccide qualcuno con premeditazione o malizia.
- Cid: l'appellativo del grande Rodrigo Díaz di Vivar non è una cosa da niente, poiché ha la sua origine nel termine arabo sīd che significa "uomo forte e molto valoroso".
- Mameluco ha la sua origine in مملوك (schiavo). L'immagine più chiara che abbiamo di questi "posseduti" si trova nell'opera di Goya intitolata La lotta contro i mammelucchi esposta nel Museo del Prado.[7]

### Toponimi di origine araba nella Penisola Iberica
L'influenza della lingua araba è più evidente nei toponimi della Penisola Iberica che nelle sue lingue romanze. Tra i toponimi più conosciuti vi sono:
- Albarracín:: paese dell'Aragona. Deriva dell'arabo Al Banū Razin, nome di uno dei suoi storici governatori di origine berbera.
- Albacete: città della regione di Castiglia-La Mancha. Il suo nome deriva dall'arabo al-basīṭ (البسيط), ‘la piana, la pianura’.
- Alcalá: Vari comuni hanno questo stesso nome. Per esempio Alcalá di Guadaíra, Alcalá de los Gazules, Alcalá del rìo o Alcalá de Henares. Anche altre località probabilmente, come Santa Olalla del Cala (Huelva). Dall'arabo al-qala`a (القلعة), ‘il castello’.
- Alcolea comune situato nella provincia spagnola di Cordova. Dall'arabo al-cula‘a (القلعة), ‘piccolo castello’.
- Algarve: Regione a sud del Portogallo. Dall'arabo al-ġarb (الغرب), ‘l'ovest, l'occidente’.
- Algeciras: Città e porto della provincia di Cadice, Andalusia. Deriva di al-ŷazīra al-ḫaḍra’ (لجزيرة الخضراء), ‘l'isola verde’.
- Pico Almanzor: il cui vero nome è Plaza del Moro Almanzor, è la punta più alta di quelle che coronano il circo de Gredos, e perciò la più alta della Sierra de Gredos. Il nome deriva da Almanzor (المنصور a -manṣūr), leader militare e religioso durante il Califfato di Cordova.
- La Almarcha: Dall'arabo al-merŷa, ‘il prato, la palude’.
- Almería: Città costiera dell'Andalusia. Deriva da al-meraya, ‘torre di guardia, torre di osservazione’.
- Alovera: Comune situato nella provincia spagnola diGuadalajara. Dall'arabo andaluso al-huwayra, ‘l'olmo’.
- Alpujarras: (originariamente Alpuxarras) Regione che si estende dal sud di Granada fino ad Almería. Dall'arabo al-busherat, ‘terre di pastorizia’.
- Andalusia: La più popolata e meridionale delle comunità autonome spagnole. Deriva da Al-Andalus (الأندلس) il nome arabo della penisola iberica sotto l'occupazione musulmana.
- Axarquía: Regione orientale della provincia di Málaga, Andalusia. Dall'arabo ash-sharquía (الشرقية), che significa ‘regione orientale, dell'est’.
- Azuqueca: Comune situato nella provincia spagnola di Guadalajara. Dall'arabo asso-sukaika (السكة), ‘il cammino’.
- Badajoz: Dall'arabo batalyaws (بطليوس), è una città nella regione dell'Estremadura. Badajoz era chiamata Pax Augusta dagli antichi romani, e la cosa più probabile è che questa denominazione sia la corruzione araba del nome latino originale. [senza fonte]
- Gibilterra: Rocca di Gibilterra, montagna della cordigliera Penibetica, deriva dalla parola araba Ŷabal Tāriq (جبل طارق) che significa ‘montagna di Táriq’, in ricordo del generale musulmano Táriq ibn Ziyad.
- Guadalajara: Città e provincia della regione di Castiglia-La Mancha. Deriva da Wādī al-Ḥijārah (وادي الحجارة), letteralmente, ‘fiume o cannone di sassi’.
- Guadalquivir (Fiume): Deriva dell'arabo al-wādī al-kabīr (الوادي الكبير), ‘il grande fiume’.
- Guadalupe (fiume): Comune situato nella provincia spagnola di Cáceres. La sua etimologia è un ibrido tra l'arabo wādī (وادي) e il latino (lupus, lupi), e significa ‘fiume dei lupi’.
- Guadix: Dall'arabo andaluso wad ish, ‘fiume Ash’, a sua volta, arabizzazione del nome nativo Acci. Città ubicata nella provincia di Granada.
- Henares (fiume): Deriva dall'arabo an-nahar (النهر), "il fiume".
- Jabalcón: Monte ubicato in Zújar (provincia di Granada). Dall'arabo ŷabal al-kuhl, ‘montagna di antimonio’.
- Jaén: Città dell'Andalusia, a partire da Ŷayyān, ‘crocevia di carovane’.
- Javalambre: Serra della provincia di Teruel. Deriva da ŷabal ‘monte’ e hamr ‘rosso’.
- La Malaha: Dall'arabo al-maliha, ‘la salina’, per le saline ubicate in questo paese granadino.
- La Mancha: Nome storico delle ampie steppe aride che comprendono gran parte delle province di Albacete, Ciudad Real, Cuonca e Toledo. La sua denominazione deriva dall'arabo la'a ma-anxa, che letteralmente significa ‘senza acqua’.
- Medina Sidonia: Città e municipalità nella provincia di Cadice (comunità autonoma di Andalusia). Deriva dall'arabo madīnat, ‘città’ (come la città saudita di Medina).
- Mulhacén: Il Mulhacén, con un'altitudine di 3478,6 m, è il picco più alto della penisola iberica e il secondo di Spagna, dopo Il Teide di 3718 metri (Tenerife, Canarie). Il suo nome viene da Muley Hacén, castiglianizzazione del nome di Mulay Hasan, terzultimo re nasride di Granada nel secolo XV, di cui si dice che sia stato sotterrato in questa montagna.
- Murcia: Dall'arabo mursiyah, ‘molo’.
- La Sagra: Regione arida tra Toledo e Madrid. Deriva dall'arabo saġra (الثغرة), ‘confine, fortezza di confine’.
- Tarifa: Paese nel sud della Spagna. Originalmente Ŷazīra Tarīf (جزيرة طريف), ‘l'isola di Tarif’. Deriva dal nome del primo conquistatore berebero, Tarif ibn Málik.
- Cabo Trafalgar: Dall'arabo andaluso taraf al-ġar.
- Zújar: Dall'arabo sujair, ‘rocce’. Paese della comarca di Baza, nella provincia di Granada.

## False attribuzioni
C'è una coincidenza nei sistemi fonologici dell'arabo e dello spagnolo moderno nella presenza nelle due lingue dei fonemi /θ, x/ (come in spagnolo zeta e jota o in arabo ث ṯā’ e خ ḫā’). Tali suoni sono rari nelle lingue romanze, per questo alcuni autori hanno attribuito il loro sviluppo nello spagnolo moderno all'influenza dell'arabo. La maggioranza degli autori non accetta questa spiegazione, poiché questi suoni sono stati rilevati in spagnolo solo a partire dal secolo XVI, quando l'influenza dell'arabo era quasi inesistente, come sviluppo di cambi fonetici previ che hanno avuto inizio con la perdita dell'opposizione di sonorità nei fonemii sibilanti.  Così i suoni dello spagnolo medioevale /ʦ, ʣ/ si sono evoluti prima nella predorsale /s̪̺/ e dopo in /θ/ (questo ultimo cambio non ci fu in America, né in Andalusia), mentre /š, ž/ si sono evoluti in /š/ e di lì in /x/. Questa evoluzione è iniziato a partire dal secolo XV e non sembra avere niente a che vedere con un sostrato arabo (di fatto, in alcuni luoghi del Maghreb il fonema /θ/ non si articola come in spagnolo, bensì come [ʦ] che è una pronuncia esterna allo spagnolo moderno).